# Wolfgang Schäffer
Wolfgang Schäffer (Bielefeld, 27 de juny de 1953) va ser un ciclista alemany, que va destacar en el ciclisme en pista. Va guanyar una medalla de bronze als Campionat del món de Tàndem de 1977, fent parella amb Horst Gewiss.

## Palmarès
- 1975
  -  Campió d'Alemanya en Tàndem (amb Horst Gewiss)
- 1976
  -  Campió d'Alemanya en Tàndem (amb Horst Gewiss)
- 1977
  -  Campió d'Alemanya en Tàndem (amb Horst Gewiss)
  -  Campió d'Alemanya en Persecució per equips